# Новоселівка (Феодосійський район)
Новосе́лівка (до 1945 року — Анта́й, крим. Antay) — село Феодосійського району Автономної Республіки Крим. Розташоване в центрі району за понад 9.5 км від райцентру.

## Населення

### Мова
Розподіл населення за рідною мовою за даними перепису 2001 року:
| Мова      | Відсоток |
| --------- | -------- |
| російська | 90,63 %  |
| ромська   | 9,37 %   |

1. ↑  Рідні мови в об'єднаних територіальних громадах України — Український центр суспільних даних